# Miłonowice
Miłonowice – wieś w Polsce położona w województwie dolnośląskim, w powiecie trzebnickim, w gminie Zawonia.

## Podział administracyjny
W latach 1975–1998 miejscowość administracyjnie należała do województwa wrocławskiego.